# سوفی تویبر-آرپ
سوفی تویبر-آرپ (Sophie Taeuber-Arp) (زادهٔ ۱۹ ژانویه ۱۸۸۹- درگذشتهٔ ۱۳ ژانویه ۱۹۴۳) یکی از هنرمندان بسیار رادیکال اوایل سده بیست بود که در داووس سوئیس به دنیا آمد. تحصیل هنر رابین سال‌های (۱۹۰۸–۱۹۱۰) در کشور خودش در مدرسه سنت گالن شروع کرد.
در سن ۱۸ سالگی خانه را به نیت تحصیل ترک کرده و رهسپارآلمان شد. او به مدت یک سال در مدرسه هنر و صنعت هامبورگ به تحصیل پرداخت. در سال ۱۹۱۵ وی نقاشی‌هایی کاملاً انتزاعی برمی‌نگاشت.
در همان سال وی به سوئیس بر می‌گردد و با شاعر نقاش و تندیسگر فرانسوی به نام ژان ارپ آشنا شده و در سال۱۹۲۲ با او ازدواج کرده و نام خانوادگی اش را به توبر ارپ تغییر می‌دهد. کسی که در بسیاری از زمینه‌های هنری او را همراهی می‌کرد. توبر-ارپ بافت و هنرهای بافتی را در مدرسه هنر و صنعت زوریخ درس می‌داد. بین سال‌های ۱۹۱۶–۱۹۱۹ تویبر-آرپ به گروه دادای زوریخملحق شده و در ان به به فعالیت می‌پردازد جایی که مرکزیت ان درکاباره ولتر است. وی همچنین اجرای رقص نیز انجام می‌داد همین‌طور تعداد زیادی مجسمه ساخت از جملهٔ آن‌ها یک ست انتزاعی با عنوان سرهای دادا بود که از چوب پلی‌کروم ساخته شده بود. وی تجربه‌هایی از قبیل گلدوزی بافندگی و مجسمه را که خاص فمینیستها بود را نیز انجام می‌داد. بعد از جنگ جهانی یکم بسیاری از دوستان تویبر به پاریس عزیمت کردند ولی وی در زوریخ ماند. زمانی که در پاریس زندگی می‌کرد فعالیتش را در زمینة هنر ادامه داده و مهارت‌هایش را در زمینه طراحی فضای داخلی افزایش داد ان هم‌زمانی که در حال ساخت یک فضای داخلی رادیکال کانستراکتیویستی بود برای کافه د ابوت (پروژه‌ای که ژان ارپ وهنرمند داستیل وندوزبرگبه او ملحق شده و با او همکاری کردند)در سال ۱۹۲۸ به مدن نزدیک پاریس نقل مکان کردند. آن‌ها زمانی که نازی‌ها پاریس را تقسیم می‌کردند درسال۱۹۴۰ به گراس در جنوب فرانسه نقل مکان کردند. جایی که یک کلنی هنری را به همراه سونیا دلونی وهنرمندان دیگر راه اندازی کردند. این کلنی از ۱۹۴۱–۱۹۴۳ فعال بود تا زمانی که توبر ارپ در گذشت. در اواخر ۱۹۴۲ به زوریخ بازگشتند جایی که وی در آن‌جا درسن ۵۳ سالگی درگذشت.

## نگارخانه

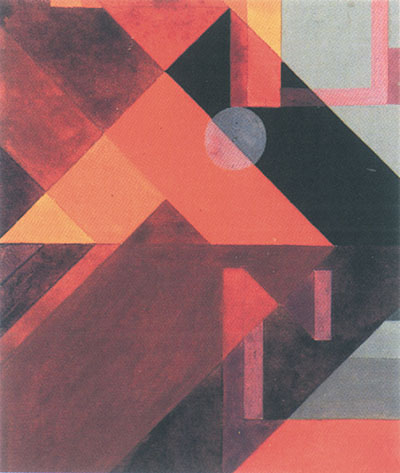
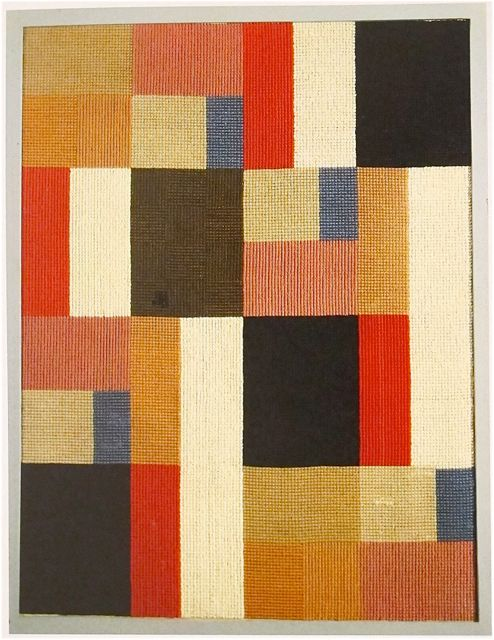
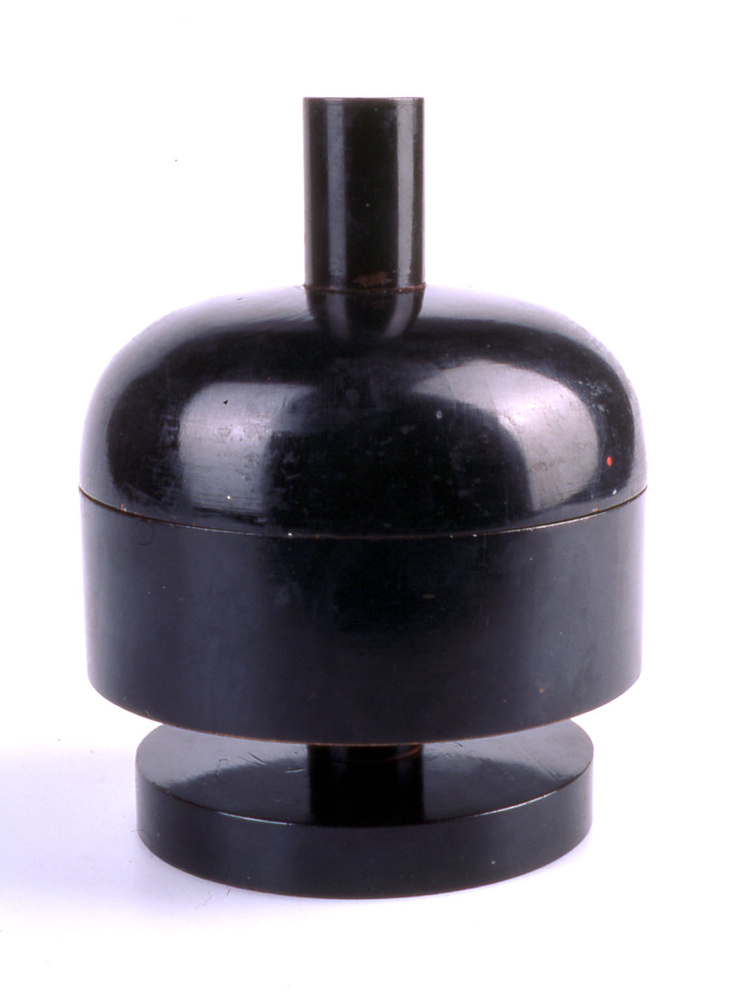
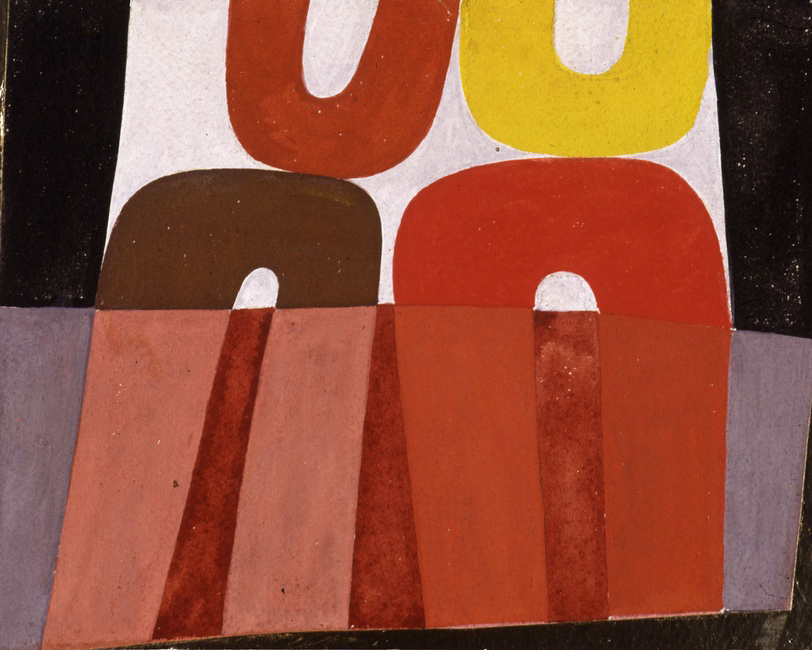
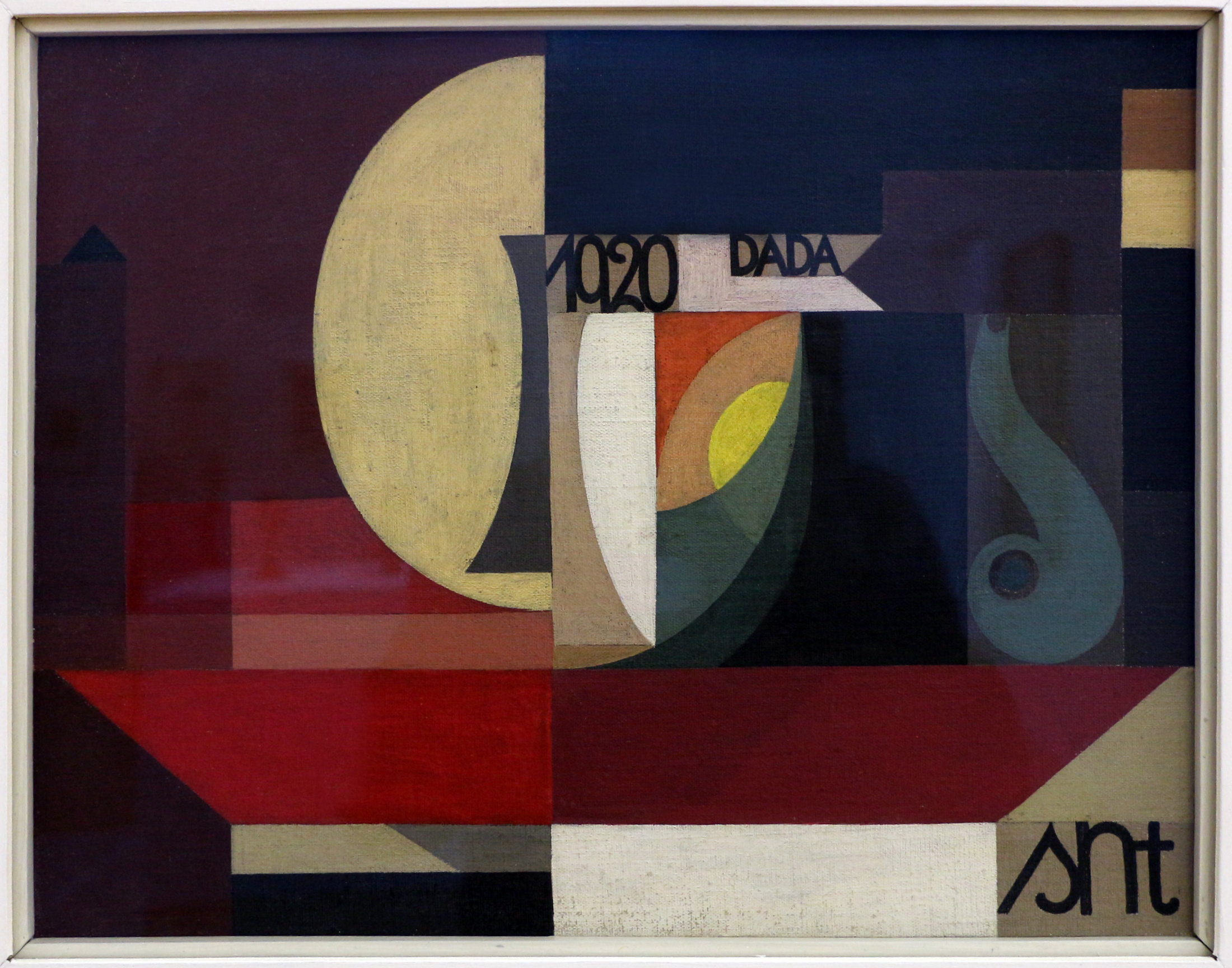
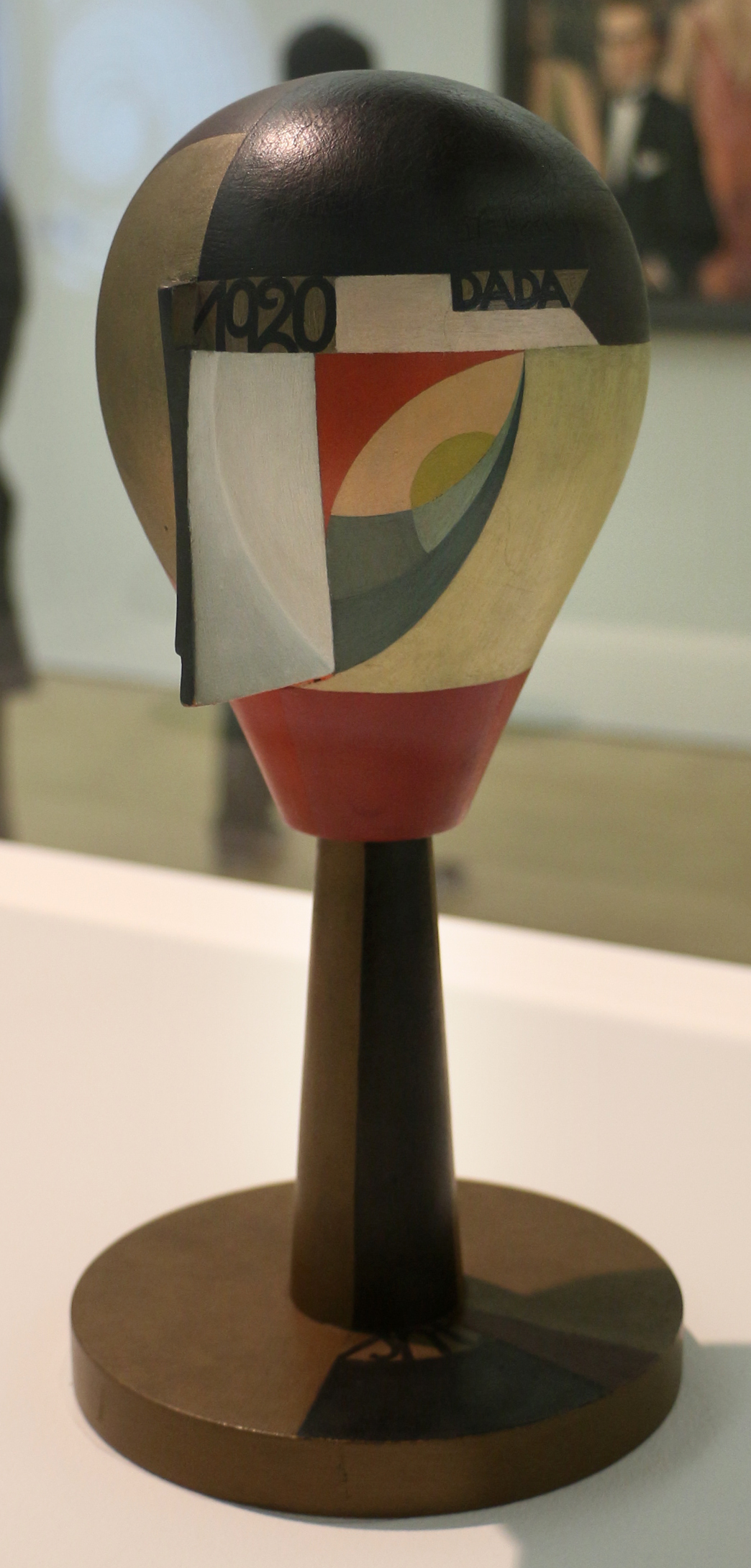
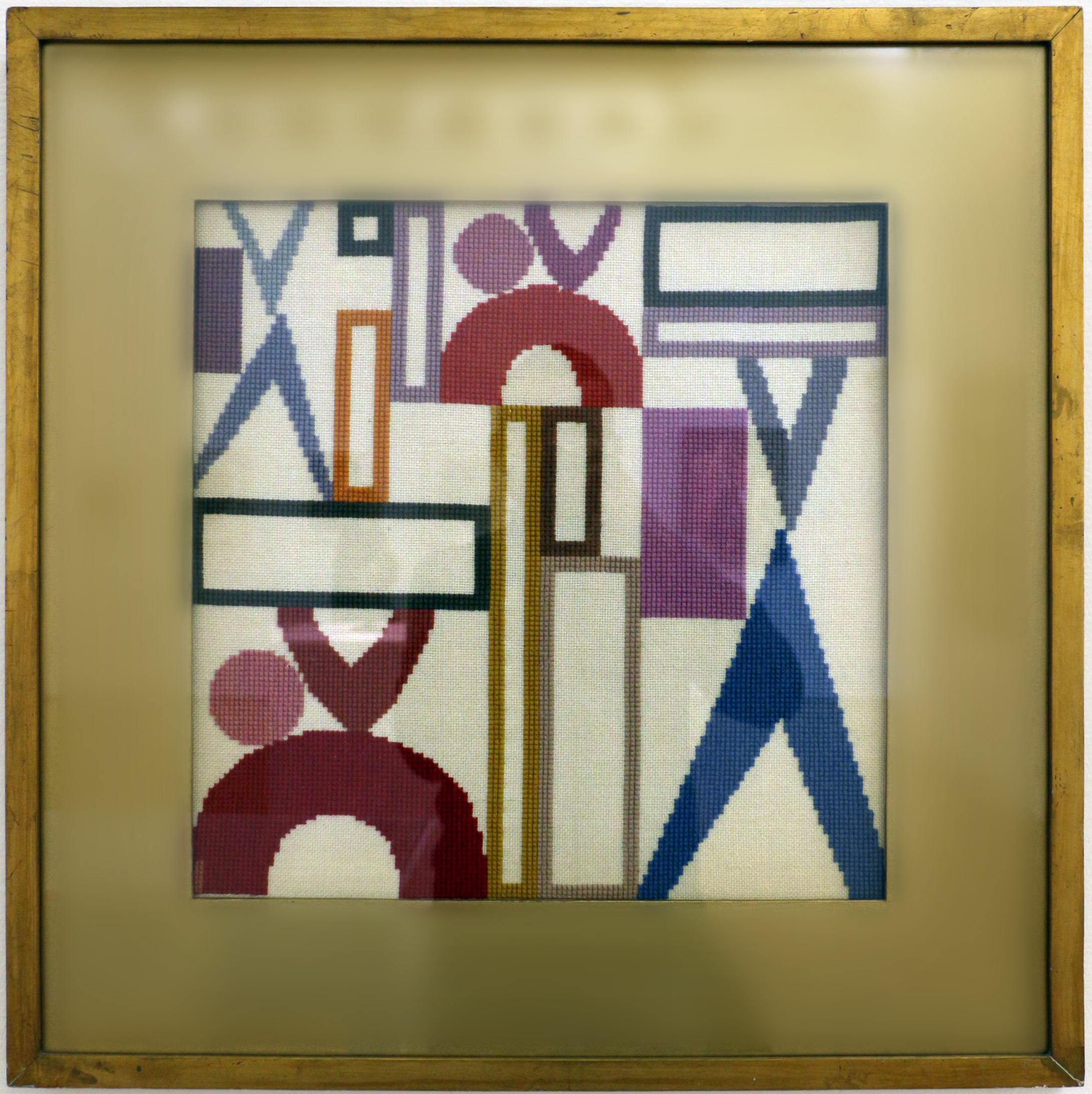
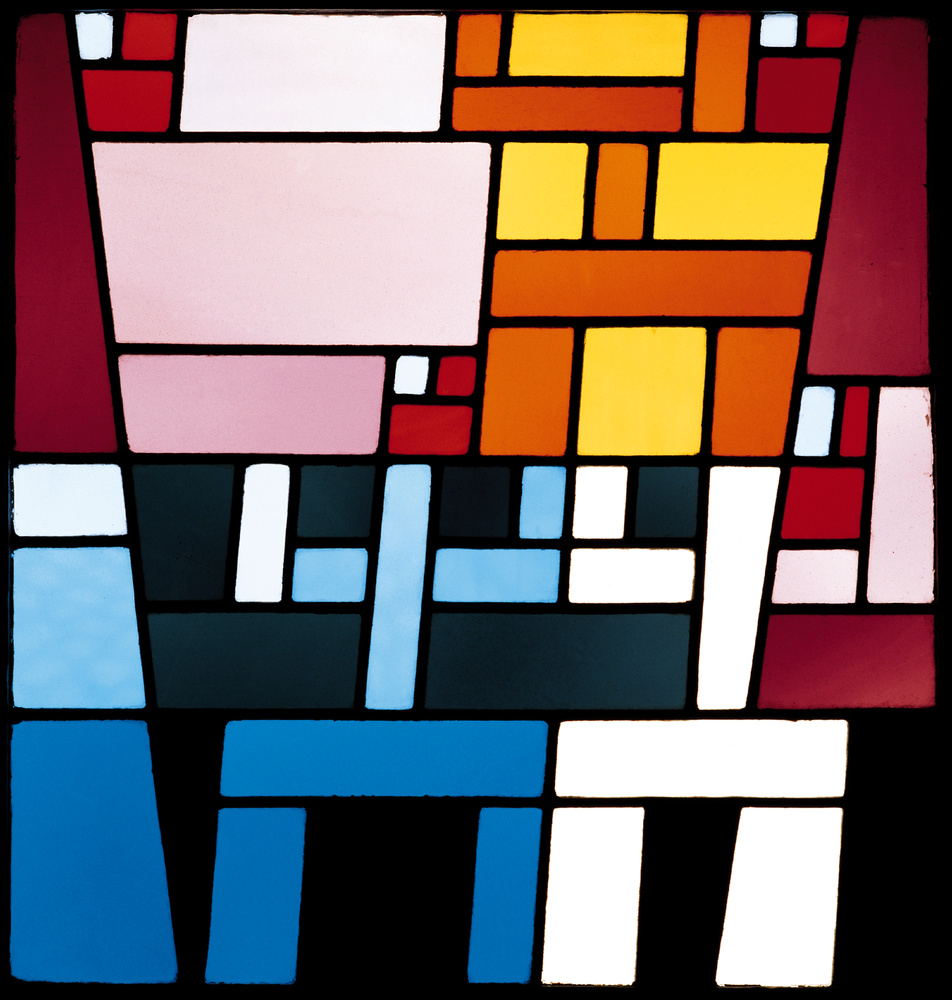
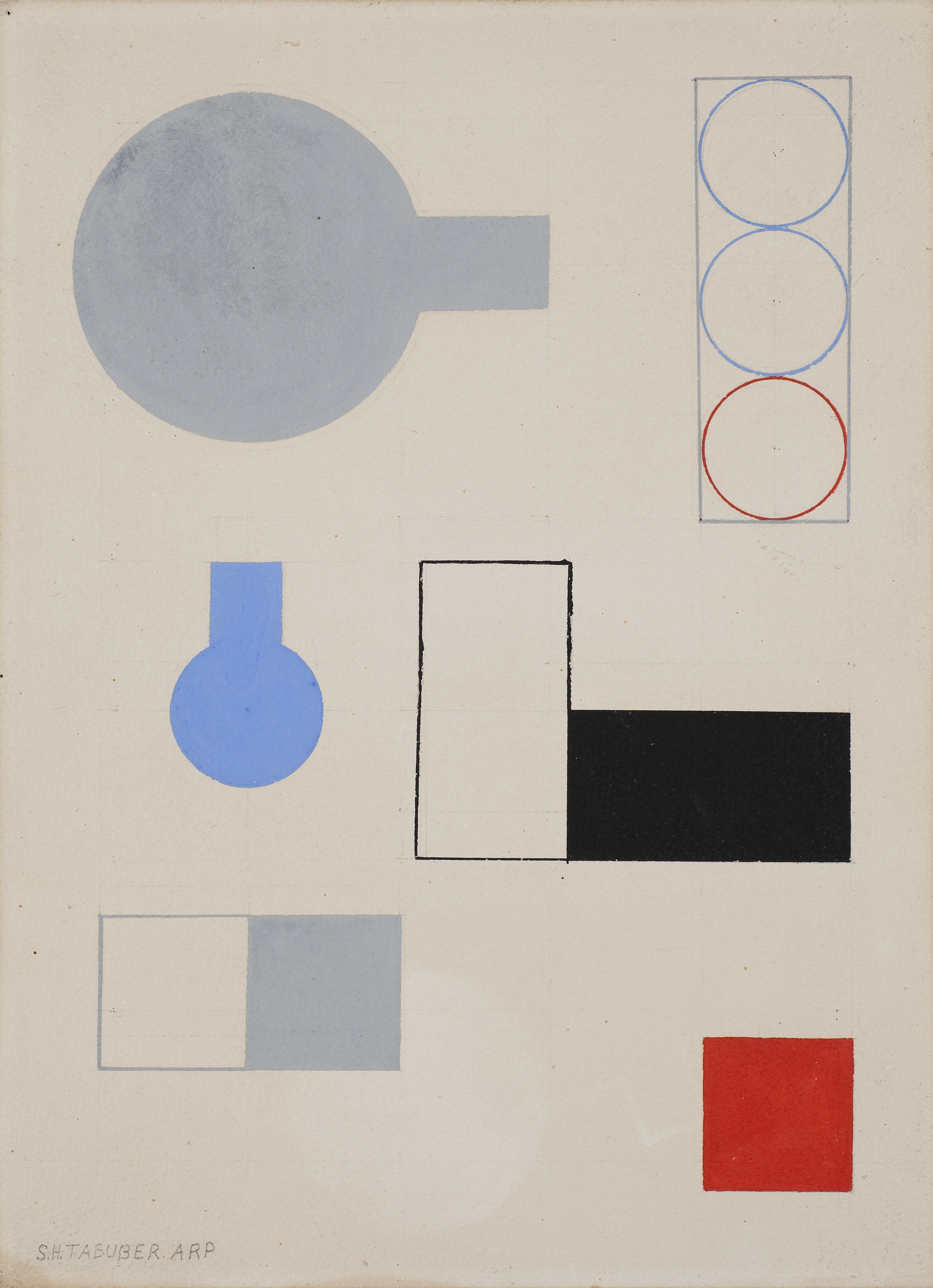
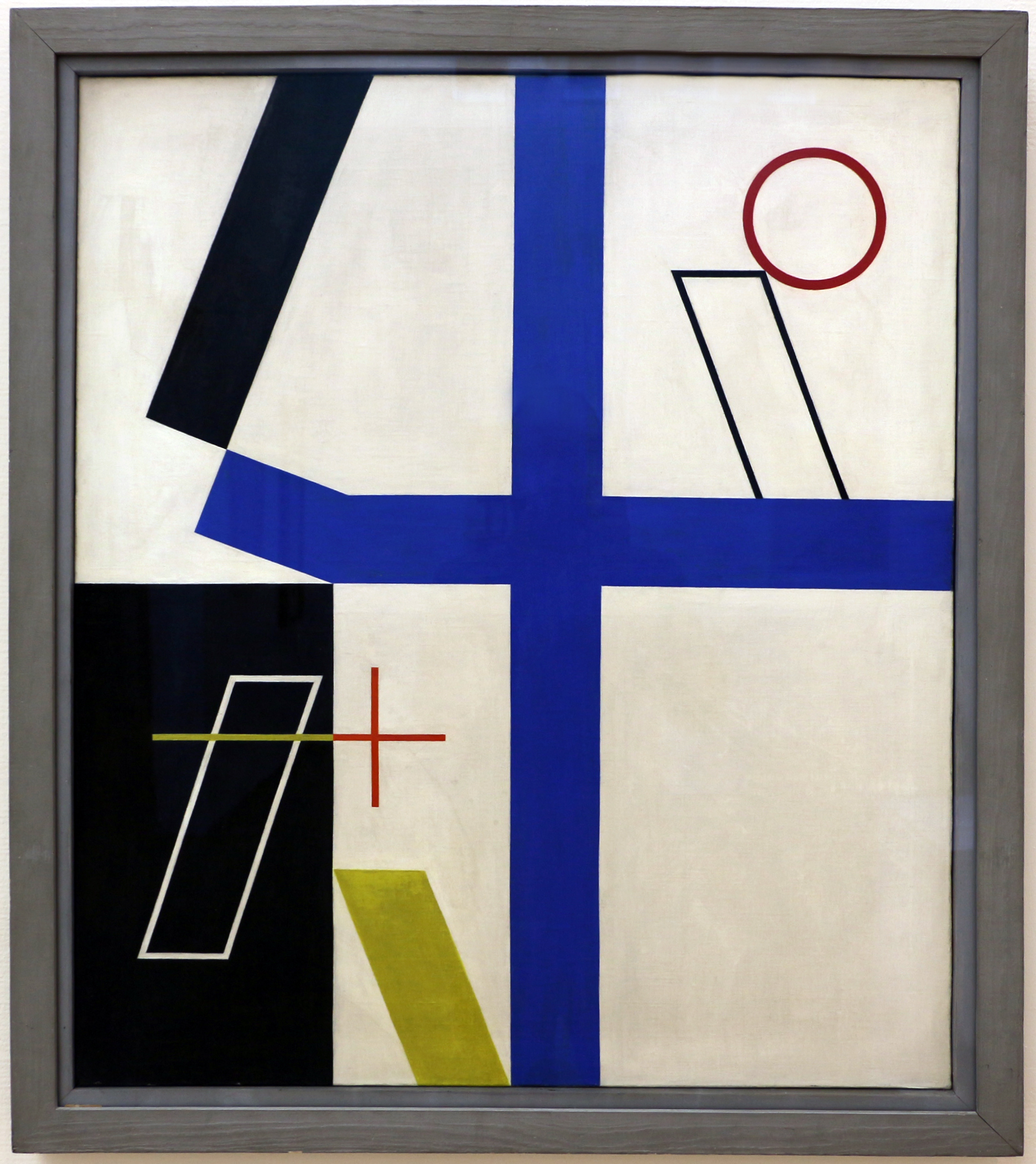